# Landraad (Nederlands-Indië)

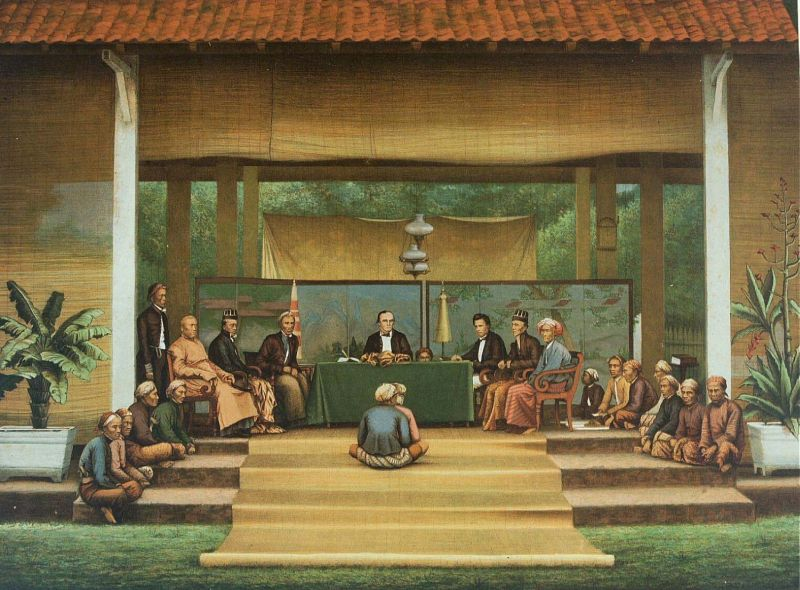
De Landraad

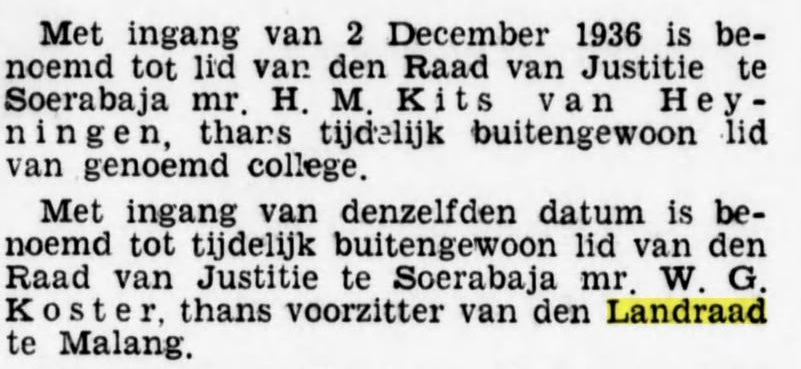

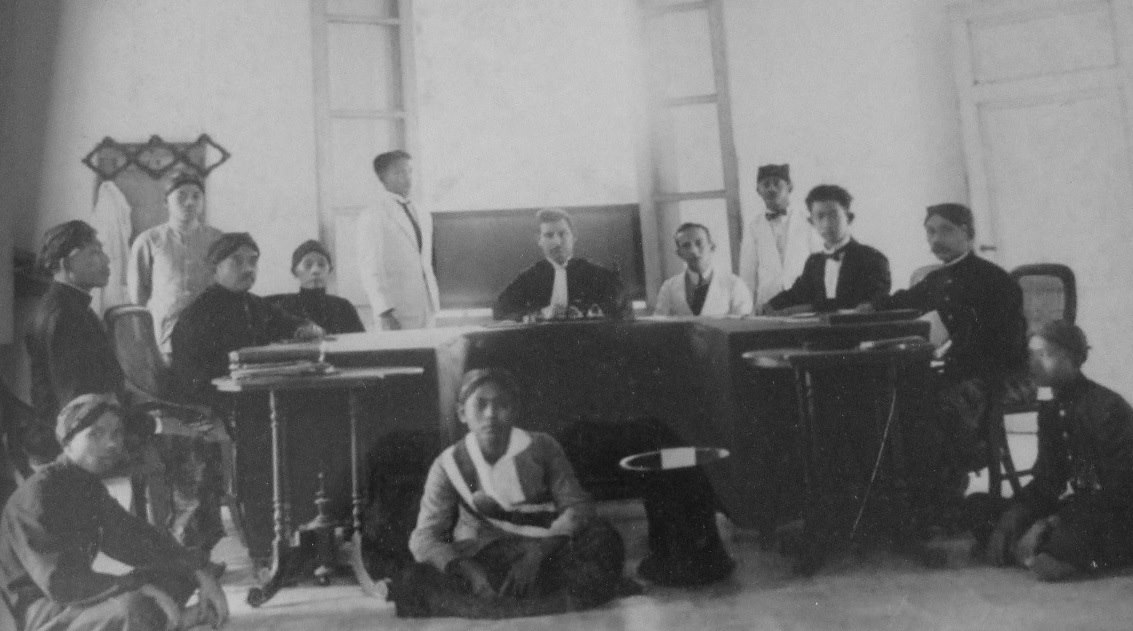

De landraad was in Nederlands-Indië een rechtsprekend orgaan. Het was voor de inheemse bevolking de gewone rechtbank in zowel burgerlijke zaken als strafzaken en voor niet-Europese buitenlanders in strafzaken.
Nederlands-Indië kende een duaal rechtsstelsel: de inheemse bevolking behield grotendeels het eigen gewoonterecht, binnen de adat en de traditionele rechtspraak die daarbij hoorde. Daarnaast werden ook wetboeken op westerse grondslag ingevoerd voor de niet-inheemse bevolking en voor zaken waar de adat geen passende oplossing bood, met rechtspraak "in naam van de Koning(-in)". De landraad behoorde tot deze laatste vorm van rechtspraak.
De landraad was te vinden in alle hoofdplaatsen en afdelingen en bestond uit drie leden: een jurist die voorzitter was en twee vooraanstaande inheemse leden. Verder waren bij zittingen aanwezig:
- het plaatselijke hoofd van de moslims, de penghoeloe;
- de griffier;
- de inheemse openbare aanklager, de djaksa.

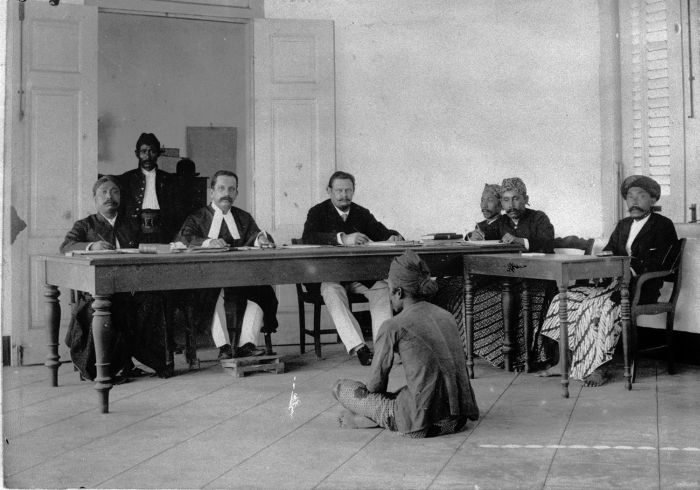
Zitting van de landraad, eind 19e eeuw
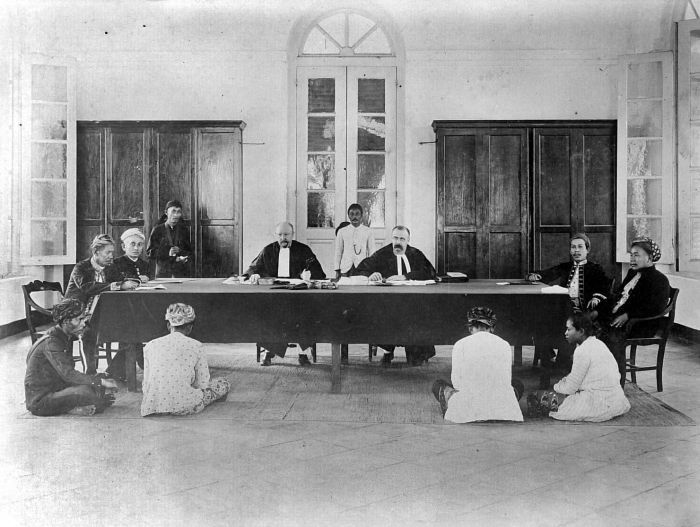
Zitting van de Landraad te Meester Cornelis in West-Java, eind 19e eeuw
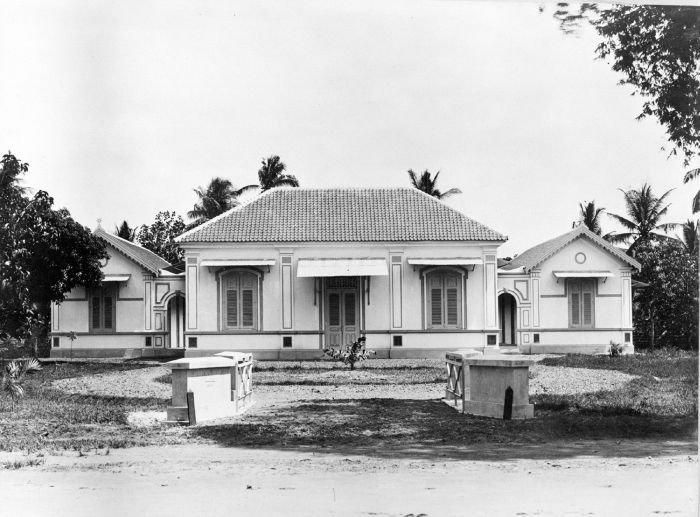
Kantoor van de Landraad in Soerakarta
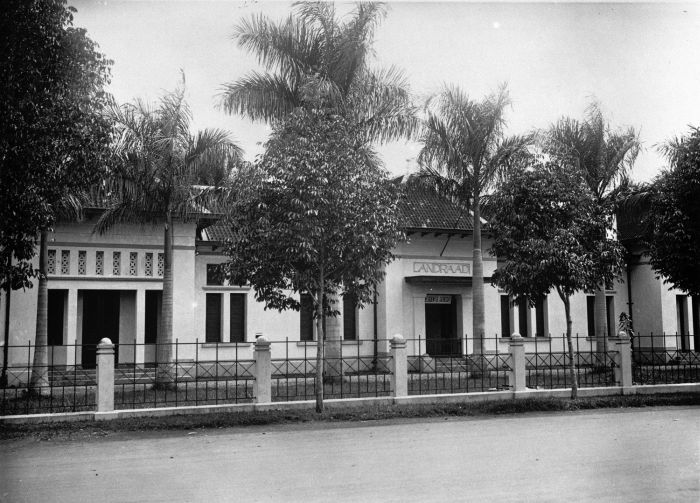
gebouw van de Landraad te Malang, rond 1930